# Roger McGuinn
James Roger McGuinn (Chicago, 13 juli 1942 als James Joseph McGuinn III) is een Amerikaanse singer-songwriter. Hij is bekend als de oprichter, zanger en sologitarist van The Byrds. Met zijn twaalfsnarige gitaar droeg hij in hoge mate bij aan het herkenbare geluid van de groep.

## Biografie

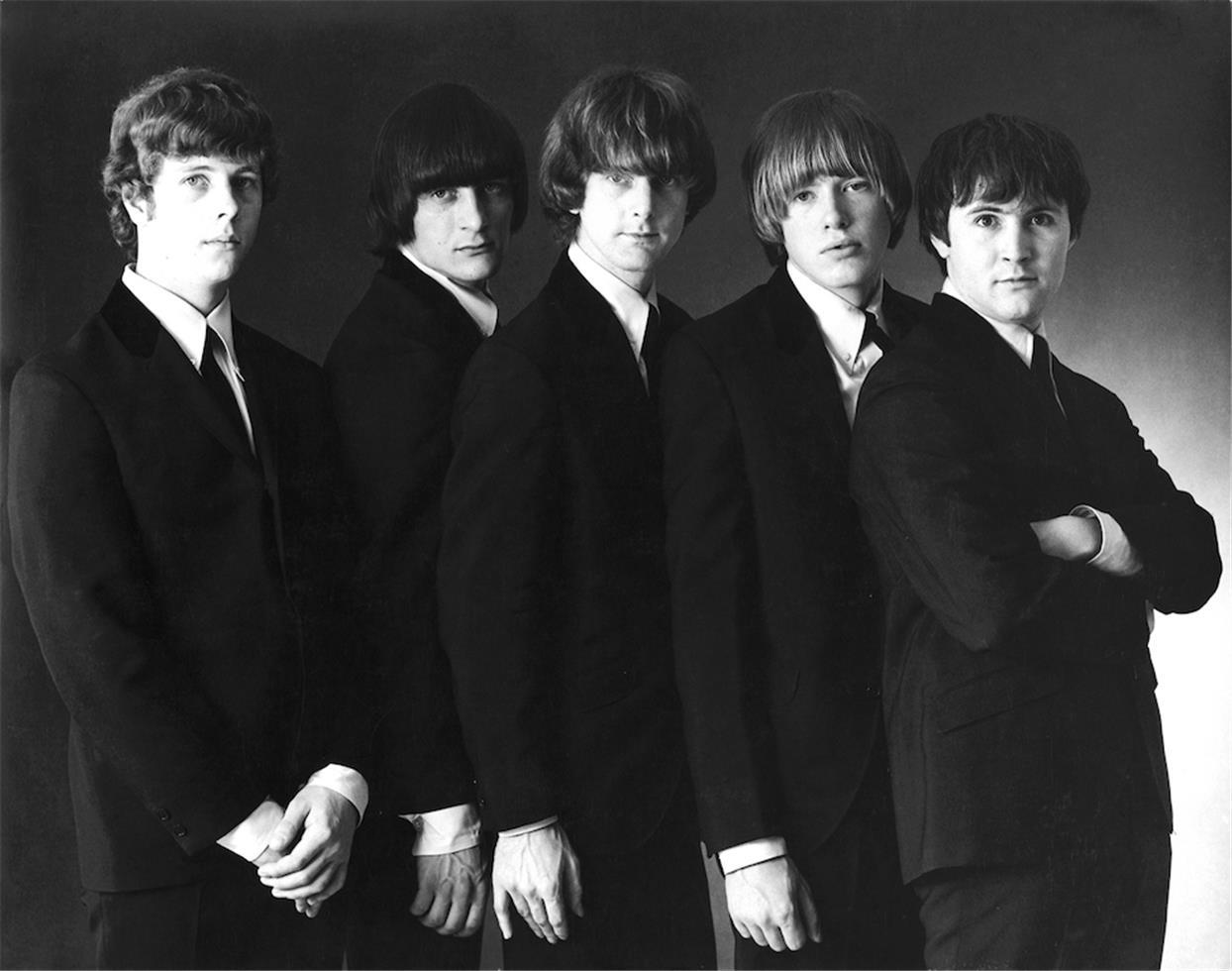
The Byrds in 1965, in het midden Roger McGuinn

Roger McGuinn was als tiener al een grote liefhebber van folkmuziek. Hij speelde gitaar en banjo en trad op met The Limeliters, Chad Mitchell Trio en Bobby Darin. Hij ging voor Darin’s muziekuitgeverij werken. Nadat hij The Beatles voor het eerst had zien optreden, ging hij een mengeling van folk- en beatmuziek spelen in de cafés in Greenwich Village. Later trok hij naar Los Angeles om te spelen in de beroemde nachtclub The Troubadour. Daar ontmoette hij Gene Clark, die hem voorstelde om samen liedjes te schrijven en op te treden. Kort daarna sloot David Crosby zich bij hen aan en ze vormden the Jet Set. Ze breidden de groep uit met Chris Hillman (die van mandoline overschakelde op basgitaar) en drummer Michael Clarke  en veranderden hun naam in The Byrds. 
The Byrds werden beïnvloed door de “Britse invasie” van onder meer the Beatles, the Rolling Stones en vooral the Searchers en daarnaast door de folkmuziek van Amerikaanse artiesten, onder wie Bob Dylan en Pete Seeger. In 1965 brachten the Byrds hun eerste single uit, Mr. Tambourine man, een Dylan-cover waarvan McGuinn een arrangement had gemaakt, met een veranderd ritme en een gitaarsolo. Samen met zijn vocale solo in close harmony met de andere Byrds vestigde dit nummer al direct de karakteristieke sound van de groep, waarin McGuinns hoge, hese stemgeluid en zijn 12-snarige gitaar een centrale rol speelden. Overigens speelden niet alle Byrds mee op deze single: McGuinn, Clark en Crosby werden aangevuld door sessiemuzikanten, onder wie Leon Russell.

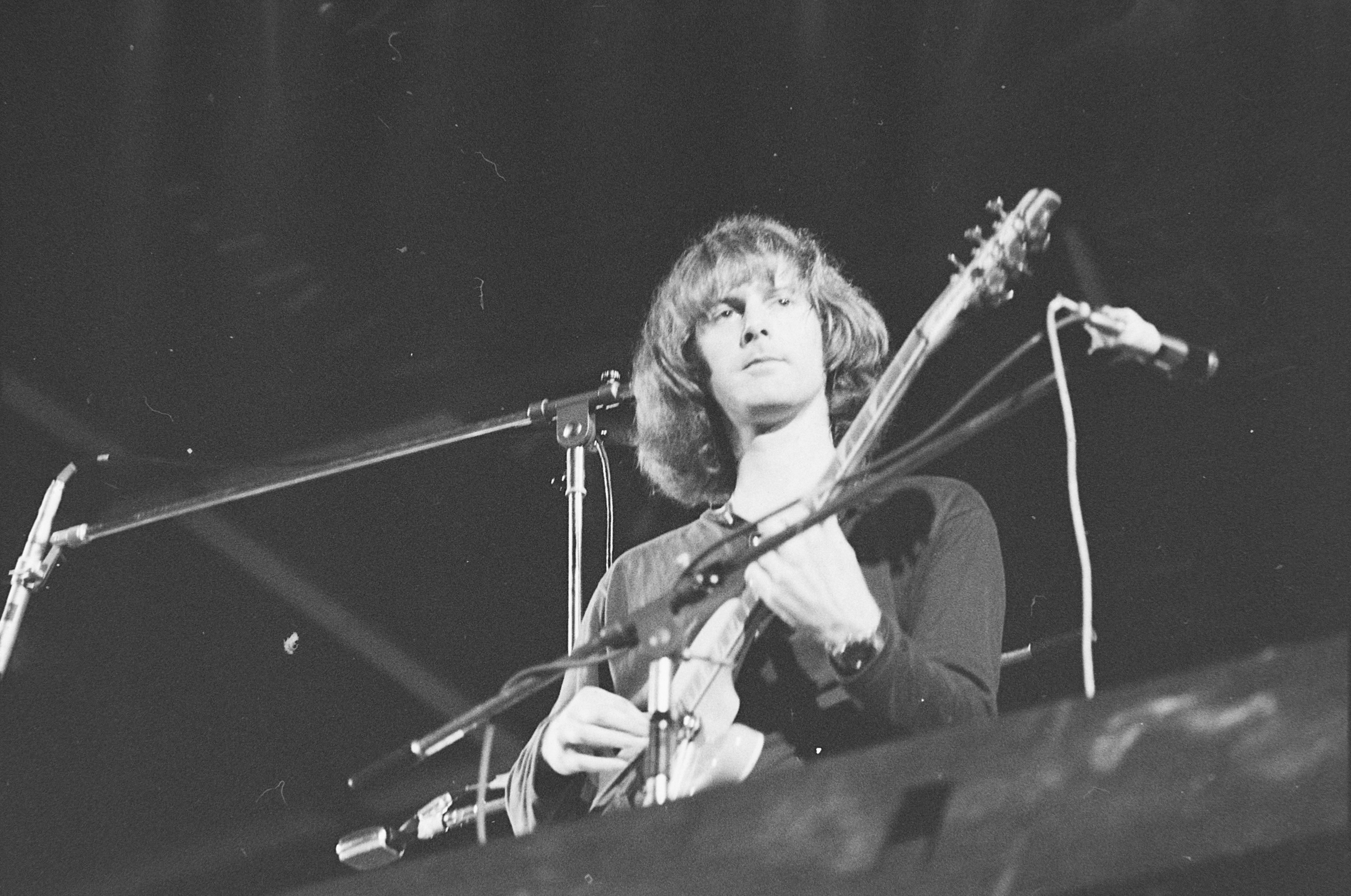
Roger McGuinn in Kralingen (1970)

Tot de vele andere succesvolle nummers van the Byrds behoren My Back Pages (ook een lied van Dylan), Turn! Turn! Turn! (van Pete Seeger), Eight miles high, Ballad of Easy Rider, Mr. Spaceman, So you wanna be a rock 'n roll star en Jesus is just allright, alle met leadzang van Roger McGuinn. Er ontstonden steeds meer strubbelingen binnen de band, waardoor een aantal bezettingswisselingen plaatsvonden. Na het verschijnen van hun countryrock album  “Sweetheart of the rodeo” (in 1968) was Roger McGuinn het enige oorspronkelijke bandlid. De band werd in februari 1973 opgeheven, waarna McGuinn zijn eerste titelloze solo-album uitbracht.
In 1977 ging Roger McGuinn weer spelen met zijn vroegere Byrds-maatjes Chris Hillman en Gene Clark. In 1979 brachten ze het album “McGuinn, Clark & Hillman” uit, met de hit Don’t you write her off. Halverwege het tweede album in 1980 vertrok Gene Clark. Dit album, getiteld "City" werd uitgebracht onder de naam “Roger McGuinn & Chris Hillman, featuring Gene Clark”. Eveneens in 1980 verscheen het derde en tevens laatste gezamenlijke studioalbum van Roger McGuinn en Chris Hillman, "McGuinn-Hillman". Gene Clark werkte aan dit album niet meer mee. 

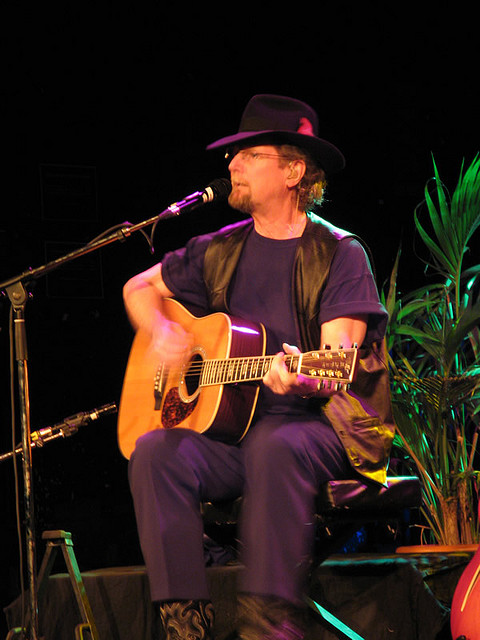
Roger McGuinn in 2009

In 1989 kwamen de Byrds weer bijeen in de oorspronkelijke bezetting met  Chris Hillman en David Crosby en in 1991 werden the Byrds opgenomen in de “Rock ’n Roll Hall of Fame” en bracht Roger McGuinn voor het eerst in lange tijd weer een album uit, “Back From Rio”. Aan dat album werkten mee Tom Petty, Elvis Costello, Chris Hillman, David Crosby, Mike Campbell, Benmont Tench  en veel andere artiesten. 
De laatste jaren gebruikt McGuinn het internet om iedere maand een nieuwe uitvoering van een traditionele folksong gratis ter beschikking te stellen om zodoende de traditie van het doorgeven van volksmuziek levend te houden.

## Discografie

### The Byrds
- Mr. Tambourine man (1965)
- Turn, turn, turn! (1965)
- Fifth Dimension (1966)
- Younger than Yesterday (1967)
- The Notorious Byrd Brothers (1968)
- Sweetheart of the Rodeo (1968)
- Ballad of the Easy Rider (1969)
- Dr. Byrds & Mr. Hyde (1969)
- Untitled (1970)
- Byrdmaniax (1971)
- Farther along (1971)
- Byrds (1973)

### Roger McGuinn
- Roger McGuinn (1973)
- Peace on you (1974)
- Roger McGuinn & Band (1975)
- Cardiff rose (1976)
- Thunderbyrd (1977)
- Back from Rio (1991)
- Live from Electric Ladyland (1991)
- Live from Mars (1996)
- Live from Spain (2007)
- CCD (2011)
- Sweet Memories (2018)

### McGuinn, Clark & Hillman
- McGuinn, Clark & Hillman (1979)
- City (1980) (formeel uitgebracht onder de groepsnaam "McGuinn and Hillman featuring Gene Clark")

### McGuinn & Hillman
- McGuinn-Hillman (1980)
- Live from Electric Ladyland (1991)

### Folk Den
- McGuinn’s  Folk Den Vol. 1 (1998)
- McGuinn’s  Folk Den Vol. 2 (1999)
- McGuinn’s  Folk Den Vol. 3 (2000)
- McGuinn’s  Folk Den Vol. 4 (2001)
- The Folk Den project (1995-2005)

### Diversen
- Live from Electric Ladyland (1991)
- Roger McGuinn, Vinnie James, Steve Forbert, Jeffrey Gaines (1992)
- Roger McGuinn, Eric Weissberg, Mason Williams, Feuding Banjos (1995)
- Eric Weissberg, Mike Seeger, Roger McGuinn, David Lindley, Mason Williams, Banjo Jamboree (1996)
- Stories songs & friends (2xCD) (2013)
- Pete Seegers, Roger McGuinn- In their own words –Live at the bottom line (2xCD) (2015)
- Sweet Memories (2018)